# Phostria omphalobasis
Phostria omphalobasis là một loài bướm đêm trong họ Crambidae.